# 極速秒殺2
《極速秒殺2》（英語：Mechanic: Resurrection）是一部2016年美國和法國合拍的動作驚悚片，由丹尼斯·甘塞爾執導，為2011年電影《極速秒殺》的續集。電影主演包括傑森·史塔森、潔西卡·艾芭、湯米·李·瓊斯、楊紫瓊和山姆·哈茲爾丁。該片定於2016年8月26日在美國上映。

## 劇情
有一種武藝高強、手法俐落，在謀殺後會故佈疑陣有如意外的高級職業殺手，被稱為「機械師」（Mechanic）。亞瑟·畢夏就是「機械師」當中的傳奇。上一集，亞瑟與自己的弟子史提夫·麥肯納反目成仇，對決之後亞瑟勝出成功脫身並且金盆洗手。
亞瑟退隱來到巴西五年以後，被少年時的好夥伴利雅·克雷恩的手下找上。原來亞瑟與克雷恩少年時被一名軍火商捉走，訓練為殺手，亞瑟逃出了魔掌，而克雷恩卻被軍火商收為義子，繼承了軍火事業，克雷恩深恨亞瑟拋棄了他，誓言找到亞瑟。而克雷恩找亞瑟要幫他殺三個人，但亞瑟拒絕後制伏了打手逃離現場，然後回到藏身點帶走自己的證件來到泰國的小島上，好友梅也為他準備了房間。
某天島上來了一名疑似被家暴的女子吉娜，梅意識到後覺得不單純。當晚海上的遊艇傳來呼喚聲，梅請求亞瑟去幫忙不然梅自己就要過去。雖然亞瑟意識到是苦肉計又擔心梅的安危，於是開船前往遊艇制止對方的行為，但男子不聽反而要謀害吉娜，亞瑟逼於無奈錯手殺害男子，又在船上找到自己的相關訊息，於是偽造成事故並放火燒燬船隻，並把吉娜帶到自己房間逼問她是否為克雷恩做事，吉娜則表示自己柬埔寨的人道救援組織負責人，某天克雷恩突然找上門來脅迫吉娜為其做事，否則要將小孩抓去販賣，而吉娜要做的是用美人計讓亞瑟上鉤，亞瑟打算將計就計讓吉娜故意被抓，然後自己趁機殺害克雷恩，不然兩人與小孩們一樣沒好下場。而在幾天的相處亞瑟覺得吉娜既美貌又充滿愛心，很快就認定她是自己一生的挚爱，兩人火速墜入情網，此時亞瑟才與吉娜講出他與克雷恩的恩怨。克雷恩見時機成熟後於是綁架了吉娜作為要脅，又擔心亞瑟來會面於是在座位上安裝炸彈以防他亂來，然後要亞瑟刺殺三名自己畏懼的對手，分別是在馬來西亞服刑的非洲軍閥、雪梨的人口販賣大亨，最後一位是僑居保加利亞的重型武器大王，美國人「麥斯·亞當斯」。
亞瑟由南洋、澳洲繞地球一圈解決兩個目標後，意識到克雷恩只不過是利用他來解決競爭對手，即使第三個目標解決克雷恩一樣不會放過他們。於是亞瑟潛入亞當斯的基地找上對方，雙方也達成協議聯手解決克雷恩，首先亞瑟偽造麥克斯的死以誘騙克雷恩的人馬過來，接著一一殺光他們。最後，亞瑟來到克雷恩的遊艇制服了對方，而讓吉娜從救生艇逃離，克雷恩被自己設置的炸彈殺死。亞瑟藉由躲在船錨室倖存，之後到柬埔寨與吉娜相見。唯一知道亞瑟如何逃脫的亞當斯刪掉了監視器的畫面。

## 主要演員
- 傑森·史塔森飾演亞瑟·畢夏（Arthur Bishop）
- 潔西卡·艾芭飾演吉娜·桑頓（Gina Thornton）
- 湯米·李·瓊斯飾演麥斯·亞當斯（Max Adams）
- 楊紫瓊飾演梅（Mei）
- 山姆·哈茲爾丁（英语：Sam Hazeldine）飾演里亞·克雷恩（Riah Crain）
- 芽芽茵飾演克雷恩的傳話者
- 娜塔莉·伯恩[3]飾演BBC記者

## 製作
2014年11月，《極速秒殺》的續集改由丹尼斯·甘塞爾執導，傑森·史塔森將回歸飾演亞瑟·畢夏，電影定於2016年推出。
2015年2月4日，娜塔莉·伯恩加入劇組參與演出。

### 拍攝
2014年11月4日，電影在泰國的曼谷正式拍攝。保加利亞、巴西、喬治市和澳大利亞的悉尼也作為電影的取景地。

## 發行
2014年11月7日，獅門影業將本片排於2016年1月22日在美國上映。後來改至2016年4月15日。2015年8月3日，電影又延期至2016年8月26日。

### 評價
爛番茄新鮮度僅31%，基於59條評論，平均分為4.45/10，而在Metacritic上得到38分，IMDB上得6.2分，差評居多。據CinemaScore調查，觀眾的評價在A+至F間落於「B+」。

### 票房
在美國，分析師估計電影於首映週末能從2200間戲院中獲得600至800萬美元的票房。美國首映週末票房收入為750萬美元，位居當週票房排名第五。在臺灣，臺北市首映週末票房為1096萬新臺幣，位居當週冠軍，次週獲440萬元位居第2，僅次於《屍速列車》，第3週以125萬元的票房位居第五。反應比北美佳。
| 上一届： 《自殺突擊隊》 | 2016年台北週末票房冠軍 第35周        | 下一届： 《屍速列車》 |
| 上一届： 《湄公河行动》 | 2016年中国內地一周票房冠军 第43-44周 | 下一届： 《奇异博士》 |

## 外部連結
- 互联网电影数据库（IMDb）上《極速秒殺2》的资料（英文）
- AllMovie上《極速秒殺2》的资料（英文）
- 爛番茄上《極速秒殺2》的資料（英文）
- Metacritic上《極速秒殺2》的資料（英文）
- Box Office Mojo上《極速秒殺2》的資料（英文）
- 開眼電影網上《極速秒殺2》的資料（繁體中文）
- Yahoo奇摩電影上《極速秒殺2》的資料（繁體中文）
- 时光网上《極速秒殺2》的資料（简体中文）
- 豆瓣电影上《極速秒殺2》的資料 （简体中文）